# 노다 히로키
노다 히로키(일본어: 野田 裕喜, 1997년 7월 27일 ~ )는 일본의 축구 선수이다.

## 구단 경력
그는 2014년부터 J리그의 로아소 구마모토, 감바 오사카, 몬테디오 야마가타에서 뛰었다.